# Pósitron
O pósitron (português brasileiro) ou positrão (português europeu) é a antipartícula do elétron, também denominada antielétron (português brasileiro) ou antielectrão (português europeu).
Apresenta carga +1 e spin 1/2, e sua massa é a mesma do elétron. Quando o pósitron é aniquilado com um elétron, as massas de ambos são totalmente transformadas em fótons (radiação gama) ou outras partículas.
O pósitron pode ser gerado por decaimento radiativo do tipo emissão beta ou pela interação de fótons de alta energia, 1,022 MeV, com matéria.  Esse processo é denominado processo elétron-pósitron, sendo ambos gerados a partir da energia de fótons.
A existência de pósitrons foi postulada pela primeira vez  em 1928 por Paul Dirac. Em 1932, o pósitron foi observado por Carl David Anderson (prêmio Nobel de física de 1936 pela descoberta), que lhe deu o nome. Anderson também sugeriu, sem sucesso, substituir o nome elétron para negatron.

## Positrônio
Positrônio é o sistema formado por um pósitron e um elétron, formando um átomo exótico. Ele foi previsto pelo cientista croata Stjepan Mohorovičić em 1934, ou por Carl Anderson em 1932, e descoberto por Martin Deutsch em 1951.

## O pósitron na ficção
A mais famosa aplicação do pósitron na ficção foi criada por Isaac Asimov em robôs: cérebro positrónico. Provavelmente utilizou o termo pósitron, partícula recentemente descoberta, quando escrevia sobre robôs. Talvez, em homenagem a Asimov, os androides da série Jornada nas estrelas Data, seu irmão Lore, a filha Lal , e outros foram criados com cérebros positrónicos.

## Produção artificial
Físicos do Laboratório Nacional Lawrence Livermore, na Califórnia, usaram um laser curto e ultraintenso para irradiar um alvo de ouro de um milímetro de espessura e produzir mais de 100 bilhões de pósitrons. A produção laboratorial atualmente significativa de feixes de elétrons e pósitrons de 5 MeV permite a investigação de múltiplas características, como como diferentes elementos reagem a interações ou impactos de pósitrons de 5 MeV, como a energia é transferida para partículas e o efeito de choque das explosões de raios gama (GRBs).